# Giải thưởng FIFA Puskás

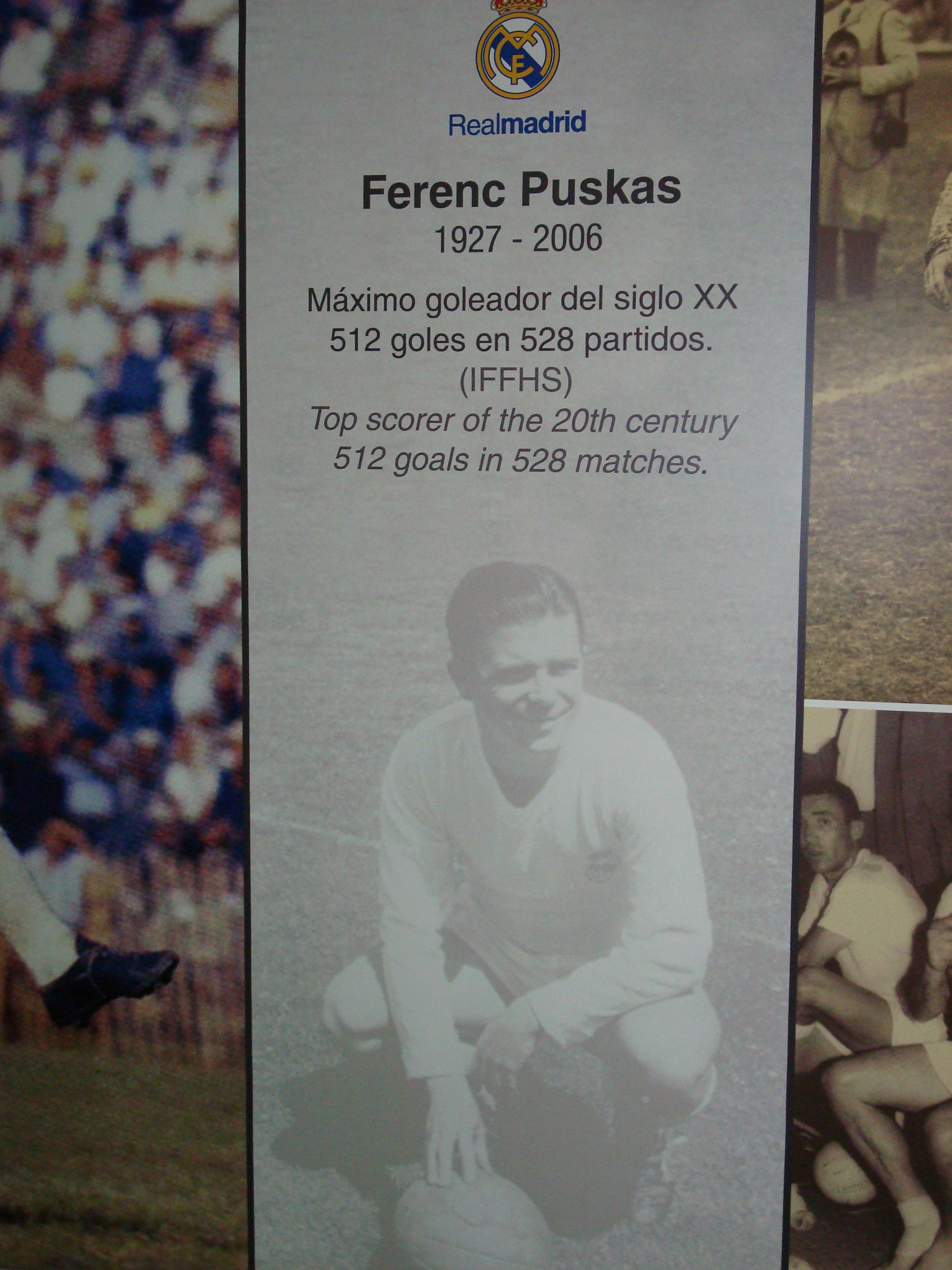
F.Puskás, một trong những cầu thủ bóng đá ghi nhiều bàn thắng nhất thế kỉ 20

Giải thưởng FIFA Puskás là một giải thưởng của Liên đoàn Bóng đá Quốc tế (FIFA) được thành lập vào ngày 20 tháng 10 năm 2009 theo yêu cầu của Chủ tịch FIFA Sepp Blatter để trao giải cho cầu thủ đã ghi bàn có giá trị thẩm mỹ nhất (đẹp nhất) của năm. Giải thưởng này được lập ra để tưởng nhớ tới Ferenc Puskás, tiền đạo huyền thoại của câu lạc bộ Real Madrid và là thành viên nổi bật nhất trong thế hệ vàng của bóng đá Hungary với rất nhiều thành công trong giai đoạn 1950-1960. Ông là một trong những cầu thủ ghi bàn hàng đầu của thế kỷ 20 với 512 bàn thắng trong 528 trận đấu và đã lập một kỷ lục thế giới khi ông ghi tới 84 bàn thắng trong 85 trận khi đá cho đội tuyển quốc gia Hungary.

## Tiêu chí
- Nó phải là một bàn thắng đẹp (tiêu chí chủ quan - nguyên nhân dẫn đến các bàn thắng là từ những sút xa, sút phạt trực tiếp, sự phối hợp cùng đồng đội, đánh đầu, kĩ thuật cá nhân,...).
- Tầm quan trọng của trận đấu nên được đưa vào xem xét (tiêu chí khách quan - giải đấu cấp độ thế giới, châu lục hay trận đấu giữa các đội bóng hàng đầu của quốc gia, châu lục,... và các bàn thắng quan trọng hơn thì tốt hơn).
- Bàn thắng không phải là kết quả của sự may mắn, những sai lầm hoặc cú sút chệch hướng bởi một đồng đội hoặc các cầu thủ khác.
- Người ghi bàn cần phải chơi đẹp, tức là các cầu thủ không được hành xử xấu trong pha bóng trước đó hoặc đã bị buộc tội sử dụng doping,...

## Thập niên 2000

### 2009
- Khung thời gian cho các đề cử của giải thưởng FIFA Puskás lần đầu tiên là các bàn thắng được ghi từ tháng 7 năm 2008 đến tháng 7 năm 2009. Giải thưởng được trao lần đầu tiên trong đêm gala Cầu thủ xuất sắc nhất thế giới của FIFA năm 2009 (tiếng Anh: 2009 FIFA World Player of the Year Gala) vào ngày 21 tháng 12 năm 2009 tại Thụy Sĩ.
- Cristiano Ronaldo (CR7) là người chiến thắng giải thưởng đầu tiên với một siêu phẩm là cú sút xa từ cự li 35m mà anh ghi được vào lưới F.C. Porto ở trận lượt về vòng tứ kết UEFA Champions League 2008-09 diễn ra trên sân Dragão của Porto, bàn thắng được ghi trong khoảng thời gian CR7 còn thi đấu cho Manchester United F.C. (MU). Ngoài ý nghĩa cá nhân với Ronaldo, bàn thắng này còn là bàn thắng ấn định chiến thắng của 1–0 của MU trước Porto, chiến thắng này giúp đội bóng của ngài Alex Ferguson tiến bước vào vòng bán kết mặc dù đã có kết quả bất lợi ở trận lượt đi. Đây cũng là chiến thắng đầu tiên của một đội bóng Anh trên sân nhà của Porto.

| Xếp hạng | Cầu thủ           | Quốc tịch   | Đội               | Đối thủ          | Ghi bàn | Kết quả | Giải đấu                                          | Bình chọn | Chú thích |
| -------- | ----------------- | ----------- | ----------------- | ---------------- | ------- | ------- | ------------------------------------------------- | --------- | --------- |
| 1        | Cristiano Ronaldo | Bồ Đào Nha  | Manchester United | Porto            | 0–1     | 0–1     | Lượt về tứ kết UEFA Champions League 2008-09      | 17.68%    | [ 1 ]     |
| 2        | Andrés Iniesta    | Tây Ban Nha | Barcelona         | Chelsea          | 1–1     | 1–1     | Lượt về bán kết UEFA Champions League 2008-09     | 15.64%    | [ 2 ]     |
| 3        | Grafite           | Brasil      | Wolfsburg         | Bayern Munich    | 5–1     | 5–1     | Giải vô địch bóng đá Đức 2008-09                  | 13.39%    | [ 3 ]     |
| 4        | Eliran Atar       | Israel      | Bnei Yehuda       | Maccabi Netanya  | 0–1     | 1–1     | Giải vô địch quốc gia Israel 2008-09              | 13.36%    | [ 4 ]     |
| 5        | Fernando Torres   | Tây Ban Nha | Liverpool         | Blackburn Rovers | 1–0     | 4–0     | Ngoại hạng Anh 2008-09                            | 9.44%     | [ 5 ]     |
| 6        | Nilmar            | Brasil      | Internacional     | Corinthians      | 0–1     | 0–1     | Giải vô địch quốc gia Brasil 2009                 | 8.71%     | [ 6 ]     |
| 7        | Michael Essien    | Ghana       | Chelsea           | Barcelona        | 1–0     | 1–1     | Lượt về bán kết UEFA Champions League 2008-09     | 7.85%     | [ 2 ]     |
| 8        | Luis Ángel Landín | México      | Cruz Azul         | Morelia          | 0–1     | 1–1     | Giải Clausura Mexico 2009                         | 7.30%     | [ 7 ]     |
| 9        | Emmanuel Adebayor | Togo        | Arsenal           | Villarreal       | 1–1     | 1–1     | Lượt đi vòng tứ kết UEFA Champions League 2008-09 | 4.04%     | [ 8 ]     |
| 10       | Katlego Mphela    | Nam Phi     | Nam Phi           | Tây Ban Nha      | 2–2     | 3–2     | Trận tranh hạng 3 Cúp Liên đoàn các châu lục 2009 | 2.59%     | [ 9 ]     |

## Thập niên 2010
Từ năm 2010, giải thưởng FIFA Puskás được trao trong đêm gala Quả bóng vàng FIFA (do việc sáp nhập 2 giải thưởng Quả bóng vàng châu Âu của tạp chí France Football với giải thưởng Cầu thủ xuất sắc nhất năm của FIFA thành giải thưởng Quả bóng vàng FIFA).

### 2010
| Xếp hạng       | Cầu thủ                  | Quốc tịch   | Đội           | Đối thủ           | Ghi bàn | Kết quả | Giải đấu                                           | Bình chọn | Chú thích |
| -------------- | ------------------------ | ----------- | ------------- | ----------------- | ------- | ------- | -------------------------------------------------- | --------- | --------- |
| 1              | Hamit Altıntop           | Thổ Nhĩ Kỳ  | Thổ Nhĩ Kỳ    | Kazakhstan        | 0–2     | 0–3     | Bảng A vòng loại Euro 2012                         | 40.55%    | [ 10 ]    |
| 2              | Linus Hallenius          | Thụy Điển   | Hammarby IF   | Syrianska FC      | 0–2     | 0–2     | Giải hạng 2 vô địch quốc gia Thụy Điển 2010        | 13.23%    | [ 11 ]    |
| 3              | Matty Burrows            | Bắc Ireland | Glentoran     | Portadown         | 1–0     | 1–0     | Giải vô địch quốc gia Bắc Ai-len 2010-11           | 10.61%    | [ 12 ]    |
| Không xếp hạng | Giovanni van Bronckhorst | Hà Lan      | Hà Lan        | Uruguay           | 0–1     | 2–3     | Vòng bán kết World Cup 2010                        | N/A       | [ 13 ]    |
| Không xếp hạng | Lionel Messi             | Argentina   | Barcelona     | Valencia          | 1–0     | 3–0     | La Liga 2009-10                                    | N/A       | [ 14 ]    |
| Không xếp hạng | Samir Nasri              | Pháp        | Arsenal       | Porto             | 3–0     | 5–0     | Lượt về vòng 16 đội UEFA Champions League 2009-10  | N/A       | [ 15 ]    |
| Không xếp hạng | Neymar                   | Brasil      | Santos        | Santo André       | 0–1     | 1–2     | Giai đoạn 1 giải vô địch São Paulo 2010            | N/A       | [ 16 ]    |
| Không xếp hạng | Arjen Robben             | Hà Lan      | Bayern Munich | Schalke 04        | 0–1     | 0–1     | Bán kết Cúp quốc gia Đức 2009-10                   | N/A       | [ 17 ]    |
| Không xếp hạng | Siphiwe Tshabalala       | Nam Phi     | Nam Phi       | México            | 1–0     | 1–1     | Bảng A World Cup 2010                              | N/A       | [ 18 ]    |
| Không xếp hạng | Kumi Yokoyama            | Nhật Bản    | Nhật Bản      | CHDCND Triều Tiên | 1–2     | 1–2     | Bán kết giải vô địch bóng đá nữ U-17 thế giới 2010 | N/A       | [ 19 ]    |

### 2011
| Xếp hạng       | Cầu thủ             | Quốc tịch | Đội tuyển          | Đối thủ         | Ghi bàn | Kết quả | Giải đấu                                          | Bình chọn | Chú thích |
| -------------- | ------------------- | --------- | ------------------ | --------------- | ------- | ------- | ------------------------------------------------- | --------- | --------- |
| 1              | Neymar              | Brasil    | Santos             | Flamengo        | 3–0     | 4–5     | Giải vô địch quốc gia Brasil 2011                 | N/A       | [ 20 ]    |
| Top 3          | Lionel Messi        | Argentina | Barcelona          | Arsenal         | 1–0     | 3–1     | Lượt về vòng 16 đội UEFA Champions League 2010–11 | N/A       | [ 21 ]    |
| Top 3          | Wayne Rooney        | Anh       | Manchester United  | Manchester City | 2–1     | 2–1     | Ngoại hạng Anh 2010-11                            | N/A       | [ 22 ]    |
| Không xếp hạng | Benjamin De Ceulaer | Bỉ        | Lokeren            | Club Brugge     | 1–1     | 1–2     | Giải vô địch quốc gia Bỉ 2011–12                  | N/A       | [ 23 ]    |
| Không xếp hạng | Giovani dos Santos  | México    | México             | Hoa Kỳ          | 2–4     | 2–4     | Chung kết Cúp vàng CONCACAF 2011                  | N/A       | [ 24 ]    |
| Không xếp hạng | Julio Gómez         | México    | México             | Đức             | 2–3     | 2–3     | Bán kết giải vô địch U-17 thế giới 2011           | N/A       | [ 25 ]    |
| Không xếp hạng | Zlatan Ibrahimović  | Thụy Điển | Milan              | Lecce           | 0–1     | 1–1     | Serie A 2010-11                                   | N/A       | [ 26 ]    |
| Không xếp hạng | Lisandro López      | Argentina | Arsenal de Sarandí | Olimpo          | 0–1     | 2–2     | Giải vô địch Torneo Apertura Argentina 2011       | N/A       | [ 27 ]    |
| Không xếp hạng | Heather O'Reilly    | Hoa Kỳ    | Hoa Kỳ             | Colombia        | 1–0     | 3–0     | Bảng C giải vô địch bóng đá nữ thế giới 2011      | N/A       | [ 28 ]    |
| Không xếp hạng | Dejan Stanković     | Serbia    | Internazionale     | Schalke 04      | 1–0     | 2–5     | Lượt đi vòng tứ kết UEFA Champions League 2010–11 | N/A       | [ 29 ]    |

### 2012
| Xếp hạng       | Cầu thủ                | Quốc tịch | Đội tuyển           | Đối thủ          | Ghi bàn | Kết quả | Giải đấu                                        | Bình chọn | Chú thích     |
| -------------- | ---------------------- | --------- | ------------------- | ---------------- | ------- | ------- | ----------------------------------------------- | --------- | ------------- |
| 1              | Miroslav Stoch         | Slovakia  | Fenerbahçe          | Gençlerbirliği   | 1–0     | 6–1     | Giải vô địch quốc gia Thổ Nhĩ Kỳ 2011–12        | 78%       | [ 31 ]        |
| 2              | Radamel Falcao         | Colombia  | Atlético Madrid     | América de Cali  | 0–1     | 1–2     | Giao hữu quốc tế                                | 15%       | [ 32 ] [ 33 ] |
| 3              | Neymar                 | Brasil    | Santos              | Internacional    | 2–0     | 3–1     | Bảng 1 Copa Libertadores 2012                   | 7%        | [ 34 ]        |
| Không xếp hạng | Emmanuel Agyemang-Badu | Ghana     | Ghana               | Guinée           | 1–0     | 1–1     | Bảng D giải vô địch châu Phi 2012               | N/A       | [ 35 ]        |
| Không xếp hạng | Hatem Ben Arfa         | Pháp      | Newcastle United    | Blackburn Rovers | 1–1     | 2–1     | Vòng 3 cúp FA 2011-12                           | N/A       | [ 36 ]        |
| Không xếp hạng | Eric Hassli            | Pháp      | Vancouver Whitecaps | Toronto          | 1–1     | 1–1     | Trận chung kết lượt đi cúp quốc gia Canada 2012 | N/A       | [ 37 ]        |
| Không xếp hạng | Olivia Jimenez         | México    | México              | Thụy Sĩ          | 2–0     | 2–0     | Bảng A giải vô địch U-20 nữ thế giới 2012       | N/A       | [ 38 ]        |
| Không xếp hạng | Gastón Mealla          | Bolivia   | Nacional Potosí     | The Strongest    | 1–0     | 1–0     | Giải vô địch Torneo Clausura Bolivia 2011–12    | N/A       | [ 39 ]        |
| Không xếp hạng | Lionel Messi           | Argentina | Argentina           | Brasil           | 3–4     | 3–4     | Giao hữu quốc tế                                | N/A       | [ 40 ]        |
| Không xếp hạng | Moussa Sow             | Senegal   | Fenerbahçe          | Galatasaray      | 1–0     | 2–2     | Giải vô địch quốc gia Thổ Nhĩ Kỳ 2011–12        | N/A       | [ 41 ]        |

### 2013
| Xếp hạng       | Cầu thủ             | Quốc tịch | Đội tuyển | Đối thủ         | Ghi bàn | Kết quả | Giải đấu                                 | Bình chọn | Chú thích     |
| -------------- | ------------------- | --------- | --------- | --------------- | ------- | ------- | ---------------------------------------- | --------- | ------------- |
| 1              | Zlatan Ibrahimović  | Thụy Điển | Thụy Điển | Anh             | 4–2     | 4–2     | Giao hữu quốc tế                         | 48.7%     | [ 43 ]        |
| 2              | Nemanja Matić       | Serbia    | Benfica   | Porto           | 1–1     | 2–2     | Giải vô địch quốc gia Bồ Đào Nha 2012–13 | 30.8%     | [ 44 ] [ 45 ] |
| 3              | Neymar              | Brasil    | Brazil    | Nhật Bản        | 1–0     | 3–0     | Bảng A cúp Liên đoàn các châu lục 2013   | 20.5%     | [ 46 ]        |
| Không xếp hạng | Peter Ankersen      | Đan Mạch  | Esbjerg   | Aarhus          | 5–1     | 5–1     | Giải vô địch quốc gia Đan Mạch 2013–14   | N/A       | [ 47 ]        |
| Không xếp hạng | Lisa De Vanna       | Úc        | Sky Blue  | Boston Breakers | 2–0     | 5–1     | Giải vô địch bóng đá nữ Hoa Kỳ 2013      | N/A       | [ 48 ] [ 49 ] |
| Không xếp hạng | Antonio Di Natale   | Ý         | Udinese   | Chievo          | 2–0     | 3–1     | Serie A 2012-13                          | N/A       | [ 50 ] [ 51 ] |
| Không xếp hạng | Panagiotis Kone     | Hy Lạp    | Bologna   | Napoli          | 2–2     | 2–3     | Serie A 2012-13                          | N/A       | [ 52 ] [ 53 ] |
| Không xếp hạng | Louisa Nécib        | Pháp      | Lyon      | Saint-Etienne   | 4–0     | 5–0     | Giải vô địch bóng đá nữ Pháp 2012–13     | N/A       | [ 54 ] [ 55 ] |
| Không xếp hạng | Daniel Ludueña      | Argentina | Pachuca   | UANL            | 2–1     | 2–1     | Giải vô địch Torneo Apertura Mexico 2013 | N/A       | [ 56 ]        |
| Không xếp hạng | Juan Manuel Olivera | Uruguay   | Náutico   | Sport Recife    | 2–0     | 2–0     | Lượt về vòng 2 Copa Sudamericana 2013    | N/A       | [ 57 ] [ 58 ] |

### 2014
- Ngày 12 tháng 11 năm 2014, 10 đề cử cho giải thưởng FIFA Puskás 2014 được FIFA công bố. Theo đó, FIFA giới hạn thời gian thực hiện các bàn thắng từ ngày 3 tháng 10 năm 2013 đến ngày 26 tháng 9 năm 2014.[59][60] Đáng chú ý, lần đầu tiên trong lịch sử của giải có một bàn thắng được ghi bằng đầu nằm trong top 10 bàn thắng được đề cử, đó là pha đánh đầu đẹp mắt của Robin van Persie vào lưới của thủ thành Iker Casillas tại FIFA World Cup 2014 trên sân Maracanã, Brasil.
- Ngày 1 tháng 12 năm 2014, cùng với việc công bố danh sách rút gọn của giải thưởng Quả bóng vàng FIFA 2014 thì FIFA cũng đã công bố top 3 bàn thắng nhận được nhiều lượt bình chọn nhất từ 10 đề cử ban đầu. Qua đó, ba bàn thắng của Stephanie Roche, James Rodríguez và Robin van Persie được tiếp tục bầu chọn cho đến ngày diễn ra đêm gala Quả bóng vàng FIFA 2014 ở thành phố Zürich, Thụy Sĩ.[61] Đây là lần đầu tiên trong lịch sử giải thưởng có một cầu thủ nữ lọt vào danh sách chủ nhân của top 3 bàn thắng cuối cùng.
- Ngày 12 tháng 1 năm 2015, trong đêm gala Quả bóng vàng FIFA 2014, James Rodríguez là người thứ 6 giành giải FIFA Puskás với một cú volley mẫu mực ghi vào lưới Uruguay trên sân Maracanã trong khuôn khổ vòng 16 đội FIFA World Cup 2014 ở Brasil. Đây là bàn thắng đầu tiên trong lịch sử bóng đá giành được cú đúp danh hiệu là bàn thắng đẹp nhất Vòng chung kết FIFA World Cup và giải thưởng FIFA Puskás trong cùng năm.[62]

| Xếp hạng       | Cầu thủ            | Quốc tịch   | Đội tuyển           | Đối thủ           | Ghi bàn | Kết quả | Giải đấu                                             | Bình chọn | Chú thích     |
| -------------- | ------------------ | ----------- | ------------------- | ----------------- | ------- | ------- | ---------------------------------------------------- | --------- | ------------- |
| 1              | James Rodríguez    | Colombia    | Colombia            | Uruguay           | 1–0     | 2–0     | Vòng 16 đội World Cup 2014                           | 42%       | [ 63 ] [ 64 ] |
| 2              | Stephanie Roche    | Ireland     | Peamount United     | Wexford Youths    |         | 2–0     | Giải vô địch quốc gia nữ Ireland 2013–14             | 33%       | [ 65 ]        |
| 3              | Robin van Persie   | Hà Lan      | Hà Lan              | Tây Ban Nha       | 1–1     | 5–1     | Bảng B World Cup 2014                                | 11%       | [ 66 ]        |
| Không xếp hạng | Tim Cahill         | Úc          | Úc                  | Hà Lan            | 1–1     | 2–3     | Bảng B World Cup 2014                                | N/A       | [ 67 ]        |
| Không xếp hạng | Diego Costa        | Tây Ban Nha | Atlético Madrid     | Getafe            | 5–0     | 7–0     | La Liga 2013-14                                      | N/A       | [ 68 ] [ 69 ] |
| Không xếp hạng | Marco Fabián       | México      | Cruz Azul           | Puebla            | 1–0     | 1–0     | Giải vô địch Torneo Clausura Mexico 2014             | N/A       | [ 70 ]        |
| Không xếp hạng | Zlatan Ibrahimović | Thụy Điển   | Paris Saint-Germain | Bastia            | 1–0     | 4–0     | Ligue 1 2013–14                                      | N/A       | [ 71 ] [ 72 ] |
| Không xếp hạng | Pajtim Kasami      | Thụy Sĩ     | Fulham              | Crystal Palace    | 1–1     | 1–4     | Ngoại hạng Anh 2013-14                               | N/A       | [ 73 ] [ 74 ] |
| Không xếp hạng | Camilo Sanvezzo    | Brasil      | Vancouver Whitecaps | Portland Timbers  | 2–2     | 2–2     | Giải vô địch quốc gia Hoa Kỳ 2013 (khu vực phía Tây) | N/A       | [ 75 ] [ 76 ] |
| Không xếp hạng | Hisato Satō        | Nhật Bản    | Sanfrecce Hiroshima | Kawasaki Frontale | 1–1     | 2–1     | Giải vô địch quốc gia Nhật Bản 2014                  | N/A       | [ 77 ] [ 78 ] |

### 2015
- FIFA công bố danh sách 10 đề cử cho giải thưởng năm 2015 vào ngày 6 tháng 11 năm 2015. Qua đó, khung thời gian cho các đề cử lần này là từ 27 tháng 9 năm 2014 đến ngày 23 tháng 9 năm 2015.[79]

| Xếp hạng       | Cầu thủ                | Đội tuyển       | Đối thủ                | Ghi bàn | Tỉ số | Giải đấu                                        | Địa điểm                                                       | Bình chọn | Chú thích     |
| -------------- | ---------------------- | --------------- | ---------------------- | ------- | ----- | ----------------------------------------------- | -------------------------------------------------------------- | --------- | ------------- |
| 1              | Wendell Lira           | Goianésia       | Atlético Goianiense    | 1–0     | 2–1   | Campeonato Goiano 2015                          | Sân vận động Serra Dourada, Goiânia, Brasil                    | 46,7%     | [ 81 ] [ 82 ] |
| 2              | Lionel Messi           | Barcelona       | Athletic Bilbao        | 0–1     | 1–3   | Chung kết Cúp Nhà vua Tây Ban Nha 2015          | Camp Nou, Barcelona, Tây Ban Nha                               | 33,3%     | [ 83 ]        |
| 3              | Alessandro Florenzi    | Roma            | Barcelona              | 1–1     | 1–1   | Bảng E UEFA Champions League 2015–16            | Sân vận động Olimpico, Roma, Ý                                 | 7,1%      | [ 84 ]        |
| Không xếp hạng | Philippe Mexes         | Milan           | Internazionale         | 1–0     | 1–0   | International Champions Cup 2015                | Sân vận động Thâm Quyến, Quảng Đông, Trung Quốc                | 12,9%     | [ 85 ]        |
| Không xếp hạng | Carlos Tevez           | Juventus        | Parma                  | 4–0     | 7–0   | Serie A 2014-15                                 | Sân vận động Juventus, Torino, Ý                               | 12,9%     | [ 86 ] [ 87 ] |
| Không xếp hạng | Carli Lloyd            | Hoa Kỳ          | Nhật Bản               | 4–0     | 5–2   | Chung kết Giải vô địch bóng đá nữ thế giới 2015 | BC Place, Vancouver, Canada                                    | 12,9%     | [ 88 ]        |
| Không xếp hạng | Gonzalo "Chory" Castro | Real Sociedad   | Deportivo de La Coruña | 2–1     | 2–2   | La Liga 2014-15                                 | Sân vận động Anoeta, San Sebastián, Tây Ban Nha                | 12,9%     | [ 89 ] [ 90 ] |
| Không xếp hạng | Marcel Ndjeng          | SC Paderborn 07 | Bolton Wanderers       | 3–1     | 4–1   | Giao hữu quốc tế                                | Sân vận động Franz Fekete, Kapfenberg, Áo                      | 12,9%     | [ 91 ] [ 92 ] |
| Không xếp hạng | David Ball             | Fleetwood Town  | Preston North End      | 1–1     | 1–1   | Football League One 2014–15                     | Sân vận động Highbury, Lancashire, Anh                         | 12,9%     | [ 93 ] [ 94 ] |
| Không xếp hạng | Esteban Ramirez        | Herediano       | Deportivo Saprissa     | 3–1     | 3–2   | Giải vô địch Invierno Costa Rica 2014-15        | Sân vận động Eladio Rosabal Cordero, San Francisco, Costa Rica | 12,9%     | [ 95 ] [ 96 ] |

### 2016
FIFA công bố danh sách 10 đề cử cho giải thưởng năm 2016 vào ngày 21 tháng 11 năm 2016.
| Xếp hạng       | Cầu thủ            | Đội bóng        | Đối thủ       | Tỷ số | Giải đấu                                     | Tỷ lệ bỏ phiếu |
| -------------- | ------------------ | --------------- | ------------- | ----- | -------------------------------------------- | -------------- |
| 1              | Mohd Faiz Subri    | Penang          | Pahang        | 4–1   | Giải bóng đá vô địch quốc gia Malaysia 2016  | 59.46%         |
| 2              | Marlone            | Corinthians     | Cobresal      | 3–0   | Copa Libertadores 2016                       | 22.86%         |
| 3              | Daniuska Rodríguez | Venezuela       | Paraguay      | 1–0   | Giải bóng đá vô địch U-17 nữ Nam Mỹ 2016     | 10.01%         |
| Không xếp hạng | Mario Gaspar       | Tây Ban Nha     | Anh           | 1–0   | Trận đấu giao hữu                            | N/A            |
| Không xếp hạng | Hlompho Kekana     | Nam Phi         | Cameroon      | 2–1   | Vòng loại Cúp bóng đá châu Phi 2017          | N/A            |
| Không xếp hạng | Lionel Messi       | Argentina       | Hoa Kỳ        | 2–0   | Cúp bóng đá toàn châu Mỹ                     | N/A            |
| Không xếp hạng | Neymar             | Barcelona       | Villarreal    | 3–0   | La Liga 2015-16                              | N/A            |
| Không xếp hạng | Hal Robson-Kanu    | Wales           | Bỉ            | 2–1   | Giải vô địch bóng đá châu Âu 2016            | N/A            |
| Không xếp hạng | Saúl Ñíguez        | Atlético Madrid | Bayern Munich | 1–0   | UEFA Champions League 2015–16                | N/A            |
| Không xếp hạng | Simon Skrabb       | Åtvidabergs     | Gefle         | 1–0   | Giải bóng đá vô địch quốc gia Thụy Điển 2015 | N/A            |

### 2017

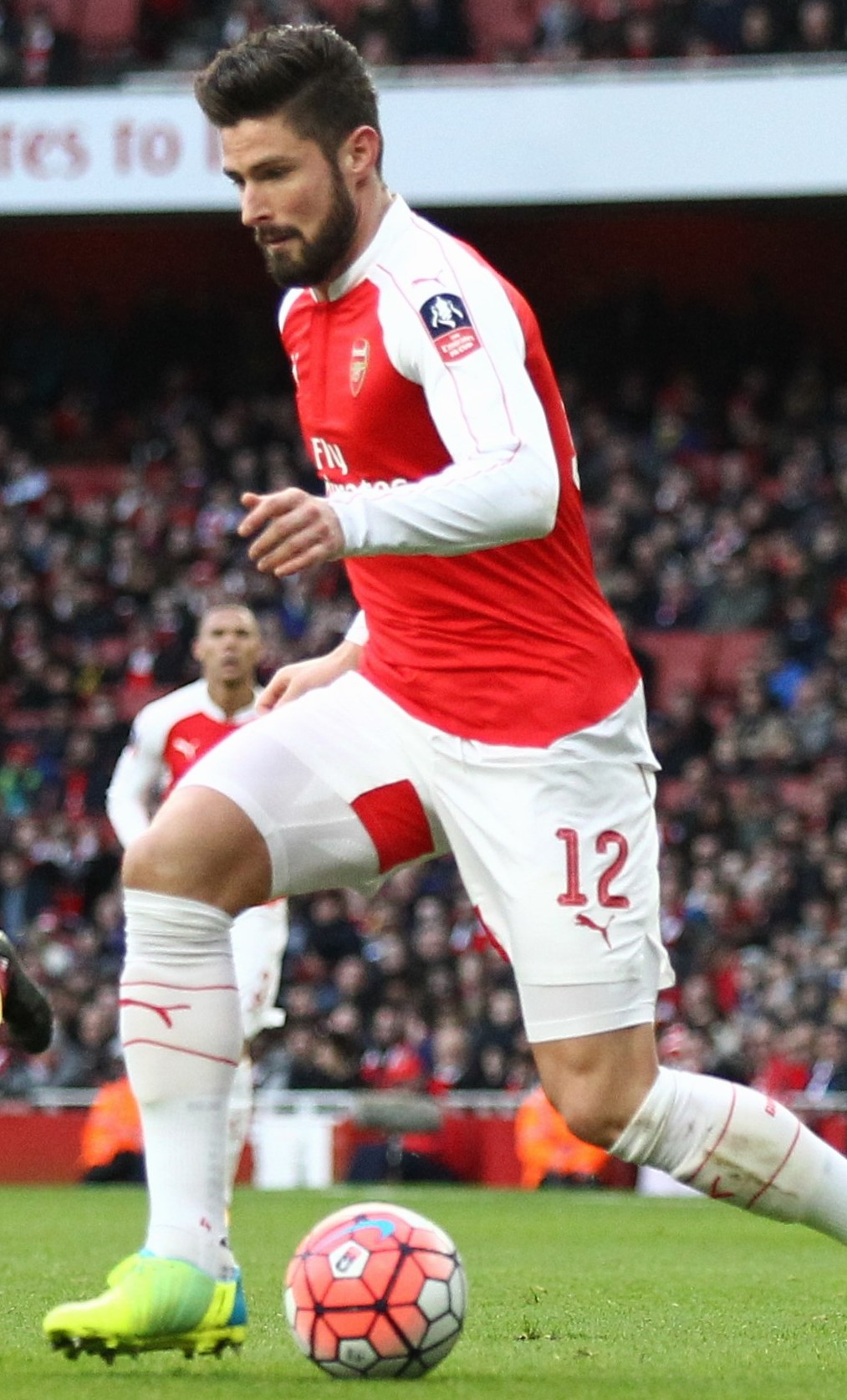
Cú vô lê "bọ cạp" đánh gót của Olivier Giroud được huấn luyện viên Arsenal lúc bấy giờ [Arsène Wenger

mô tả là một trong năm cú vô lê hay nhất trong suốt thời gian dẫn dắt Arsenal của ông.]]
FIFA công bố danh sách 10 đề cử vào ngày 22 tháng 9 năm 2017.
| Xếp hạng       | Cầu thủ              | Đội bóng                  | Đối thủ           | Tỉ số | Giải đấu                                | Tỉ lệ bỏ phiếu |
| -------------- | -------------------- | ------------------------- | ----------------- | ----- | --------------------------------------- | -------------- |
| 1st            | Olivier Giroud       | Arsenal                   | Crystal Palace    | 1–0   | Premier League 2016-17                  | 36.17%         |
| 2nd            | Oscarine Masuluke    | Baroka                    | Orlando Pirates   | 1–1   | Giải bóng đá Ngoại hạng Nam Phi 2016-17 | 27.48%         |
| 3rd            | Deyna Castellanos    | Venezuela                 | Cameroon          | 2–1   | FIFA World Cup U-17 Nữ 2017             | 20.47%         |
| Không xếp hạng | Kevin-Prince Boateng | Las Palmas                | Villarreal        | 1–0   | La Liga 2016-17                         | N/A            |
| Không xếp hạng | Alejandro Camargo    | Universidad de Concepción | O'Higgins         | 3–1   | Campeonato Nacional Apertura 2016       | N/A            |
| Không xếp hạng | Moussa Dembélé       | Celtic                    | St Johnstone      | 5–2   | 2016–17 Scottish Premiership            | N/A            |
| Không xếp hạng | Avilés Hurtado       | Tijuana                   | Atlas             | 1–1   | Liga MX Clausura 2017                   | N/A            |
| Không xếp hạng | Mario Mandžukić      | Juventus                  | Real Madrid       | 1–1   | UEFA Champions League 2016-17           | N/A            |
| Không xếp hạng | Nemanja Matić        | Chelsea                   | Tottenham Hotspur | 4–2   | Cúp FA 2016-17                          | N/A            |
| Không xếp hạng | Jordi Mboula         | Barcelona                 | Borussia Dortmund | 4–1   | 2016–17 UEFA Youth League               | N/A            |

### 2018
FIFA công bố danh sách 10 đề cử vào ngày 2 tháng 9 năm 2018.
| Xếp hạng       | Cầu thủ                    | Đội bóng       | Đối thủ         | Tỉ số | Giải đấu                      | Tỉ lệ bỏ phiếu |
| -------------- | -------------------------- | -------------- | --------------- | ----- | ----------------------------- | -------------- |
| 1st            | Mohamed Salah              | Liverpool      | Everton         | 1–0   | Premier League 2017-18        | 38%            |
| 2nd            | Cristiano Ronaldo          | Real Madrid    | Juventus        | 2–0   | UEFA Champions League 2017-18 | 22%            |
| 3rd            | Giorgian de Arrascaeta     | Cruzeiro       | América Mineiro | 1–0   | 2018 Campeonato Mineiro       | 17%            |
| Không xếp hạng | Gareth Bale                | Real Madrid    | Liverpool       | 2–1   | UEFA Champions League 2017-18 | N/A            |
| Không xếp hạng | Denis Cheryshev            | Nga            | Croatia         | 1–0   | FIFA World Cup 2018           | N/A            |
| Không xếp hạng | Lazaros Christodoulopoulos | AEK Athens     | Olympiacos      | 2–2   | Superleague Hy Lạp 2017-18    | N/A            |
| Không xếp hạng | Riley McGree               | Newcastle Jets | Melbourne City  | 1–1   | A-League 2017-18              | N/A            |
| Không xếp hạng | Lionel Messi               | Argentina      | Nigeria         | 1–0   | FIFA World Cup 2018           | N/A            |
| Không xếp hạng | Benjamin Pavard            | Pháp           | Argentina       | 2–2   | FIFA World Cup 2018           | N/A            |
| Không xếp hạng | Ricardo Quaresma           | Bồ Đào Nha     | Iran            | 1–0   | FIFA World Cup 2018           | N/A            |

### 2019
FIFA công bố danh sách 10 đề cử vào ngày 19 tháng 8 năm 2019.
| Xếp hạng       | Cầu thủ                | Đội bóng            | Đối thủ            | Tỉ số | Giải đâu                                |
| -------------- | ---------------------- | ------------------- | ------------------ | ----- | --------------------------------------- |
| 1st            | Dániel Zsóri           | Debrecen            | Ferencváros        | 2–1   | 2018–19 Nemzeti Bajnokság I             |
| 2nd            | Lionel Messi           | Barcelona           | Real Betis         | 4–1   | La Liga 2018-19                         |
| 3rd            | Juan Fernando Quintero | River Plate         | Racing             | 1–0   | Giải vô địch quốc gia Argentina 2018-19 |
| Không xếp hạng | Matheus Cunha          | RB Leipzig          | Bayer Leverkusen   | 4–2   | Bundesliga 2018-19                      |
| Không xếp hạng | Zlatan Ibrahimović     | LA Galaxy           | Toronto FC         | 1–3   | 2018 Major League Soccer                |
| Không xếp hạng | Ajara Nchout           | Cameroon            | New Zealand        | 2–1   | FIFA World Cup nữ 2019                  |
| Không xếp hạng | Fabio Quagliarella     | Sampdoria           | Napoli             | 3–0   | Serie A 2018-19                         |
| Không xếp hạng | Amy Rodriguez          | Utah Royals FC      | Sky Blue FC        | 1–0   | 2019 National Women's Soccer League     |
| Không xếp hạng | Billie Simpson         | Cliftonville Ladies | Sion Swifts Ladies | 1–2   | 2018 Women's Premiership                |
| Không xếp hạng | Andros Townsend        | Crystal Palace      | Manchester City    | 2–1   | Premier League 2018-19                  |

### 2020
FIFA công bố danh sách 10 đề cử vào ngày 25 tháng 11 năm 2020.
| Thứ tự   | Cầu thủ                | Đội bóng          | Đối thủ              | Tỉ số | Giải đấu                                              |
| -------- | ---------------------- | ----------------- | -------------------- | ----- | ----------------------------------------------------- |
| 1st      | Son Heung-min          | Tottenham Hotspur | Burnley              | 3–0   | Premier League 2019-20                                |
| 2nd      | Giorgian de Arrascaeta | Flamengo          | Ceará                | 3–0   | 2019 Campeonato Brasileiro Série A                    |
| 3rd      | Luis Suárez            | Barcelona         | Mallorca             | 4–1   | 2019–20 La Liga                                       |
| Unranked | Shirley Cruz           | Costa Rica        | Panama               | 3–1   | 2020 CONCACAF Women's Olympic Qualifying Championship |
| Unranked | Jordan Flores          | Dundalk           | Shamrock Rovers      | 2–3   | 2020 League of Ireland Premier Division               |
| Unranked | André-Pierre Gignac    | UANL              | UNAM                 | 3–0   | Liga MX Clausura 2020                                 |
| Unranked | Sophie Ingle           | Chelsea           | Arsenal              | 3–0   | 2019–20 FA WSL                                        |
| Unranked | Zlatko Junuzović       | Red Bull Salzburg | Rapid Wien           | 6–1   | 2019–20 Austrian Bundesliga                           |
| Unranked | Hlompho Kekana         | Mamelodi Sundowns | Cape Town City       | 1–0   | 2019–20 Premier Soccer League                         |
| Unranked | Leonel Quiñónez        | Macará            | Universidad Católica | 1–0   | 2019 Ecuadorian Serie A                               |
| Unranked | Caroline Weir          | Manchester City   | Manchester United    | 1–0   | 2019–20 FA WSL                                        |

### 2021
| Xếp hạng       | Cầu thủ            | Đội bóng                 | Đối thủ                      | Tỉ số | Giải đấu                             |
| -------------- | ------------------ | ------------------------ | ---------------------------- | ----- | ------------------------------------ |
| 1st            | Erik Lamela        | Tottenham Hotspur        | Arsenal                      | 1–0   | Premier League 2020-21               |
| 2nd            | Mehdi Taremi       | Porto                    | Chelsea                      | 1–0   | UEFA Champions League 2020-21        |
| 3rd            | Patrik Schick      | Cộng hòa Séc             | Scotland                     | 2–0   | UEFA Euro 2020                       |
| Không xếp hạng | Luis Díaz          | Colombia                 | Brasil                       | 1–0   | Copa América 2021                    |
| Không xếp hạng | Gauthier Hein      | Auxerre                  | Niort                        | 3–0   | 2020–21 Ligue 2                      |
| Không xếp hạng | Valentino Lazaro   | Borussia Mönchengladbach | Bayer Leverkusen             | 3–4   | Bundesliga 2020-21                   |
| Không xếp hạng | Riyad Mahrez       | Algérie                  | Zimbabwe                     | 2–0   | Vòng loại cúp Châu Phi 2021          |
| Không xếp hạng | Sandra Owusu-Ansah | Supreme Ladies           | Kumasi Sports Academy Ladies | 1–1   | Ghana Women's Premier League 2020-21 |
| Không xếp hạng | Vangelis Pavlidis  | Willem II                | Fortuna Sittard              | 1–0   | Giải vô địch Hà Lan 2020-21          |
| Không xếp hạng | Daniela Sánchez    | Querétaro                | Atlético San Luis            | 3–2   | Liga MX Femenil Guardianes 2021      |
| Không xếp hạng | Caroline Weir      | Manchester City          | Manchester United            | 3–0   | 2020–21 FA WSL                       |

### 2022
FIFA công bố danh sách 11 đề cử ngày 12 tháng 1 năm 2023.
| Xếp hạng | Cầu thủ                    | Đội bóng        | Đối thủ         | Tỉ số | Giải đấu                              |
| -------- | -------------------------- | --------------- | --------------- | ----- | ------------------------------------- |
| 1st      | Marcin Oleksy              | Warta Poznań    | Stal Rzeszów    | 1–0   | 2022 PZU Amp Futbol Ekstraklasa       |
| 2nd      | Dimitri Payet              | Marseille       | PAOK            | 2–0   | UEFA Europa Conference League 2021-22 |
| 3rd      | Richarlison                | Brasil          | Serbia          | 2–0   | FIFA World Cup 2022                   |
| Unranked | Mario Balotelli            | Adana Demirspor | Göztepe         | 7–0   | Giải vô địch Thổ Nhĩ Kỳ 2021–22       |
| Unranked | Francisco González Metilli | Central Córdoba | Rosario Central | 1–0   | 2022 Liga Profesional                 |
| Unranked | Amandine Henry             | Lyon            | Barcelona       | 1–0   | UEFA Women's Champions League 2021-22 |
| Unranked | Theo Hernandez             | Milan           | Atalanta        | 2–0   | Serie A 2021–22                       |
| Unranked | Alou Kuol                  | Úc              | Iraq            | 1–0   | Cúp bóng đá U-23 châu Á 2022          |
| Unranked | Kylian Mbappé              | Pháp            | Argentina       | 2–2   | FIFA World Cup 2022                   |
| Unranked | Salma Paralluelo           | Villarreal      | Barcelona       | 1–0   | 2021–22 Liga F                        |
| Unranked | Alessia Russo              | Anh             | Thụy Điển       | 4–0   | UEFA Women's Euro 2022                |

### 2023
FIFA công bố danh sách 11 đề cử ngày 22 tháng 9 năm 2023.
| Xếp hạng | Cầu thủ           | Đội bóng               | Đối thủ                | Tỉ số | Giải đấu                              |
| -------- | ----------------- | ---------------------- | ---------------------- | ----- | ------------------------------------- |
| CXĐ      | Álvaro Barreal    | FC Cincinnati          | Pittsburgh Riverhounds | 2–0   | 2023 U.S. Open Cup                    |
| CXĐ      | Linda Caicedo     | Colombia               | Đức                    | 1–0   | Giải vô địch bóng đá nữ thế giới 2023 |
| CXĐ      | Julio Enciso      | Brighton & Hove Albion | Manchester City        | 1–1   | Premier League 2022-23                |
| CXĐ      | Kang Seong-jin    | Hàn Quốc               | Jordan                 | 2–0   | Cúp bóng đá U-20 châu Á 2023          |
| CXĐ      | Sam Kerr          | Úc                     | Anh                    | 1–1   | Giải vô địch bóng đá nữ thế giới 2023 |
| CXĐ      | Brian Lozano      | Atlas                  | América                | 2–2   | Liga MX Clausura 2023                 |
| CXĐ      | Guilherme Madruga | Botafogo-SP            | Novorizontino          | 1–0   | 2023 Campeonato Brasileiro Série B    |
| CXĐ      | Iván Morante      | Ibiza                  | Burgos                 | 1–0   | 2022–23 Segunda División              |
| CXĐ      | Nuno Santos       | Sporting CP            | Boavista               | 1–0   | 2022–23 Primeira Liga                 |
| CXĐ      | Askhat Tagybergen | Kazakhstan             | Đan Mạch               | 3–2   | Vòng loại UEFA Euro 2024              |
| CXĐ      | Bia Zaneratto     | Brasil                 | Panama                 | 3–0   | Giải vô địch bóng đá nữ thế giới 2023 |

2024